# Гинецеј
У старој Грчкој гинецеј (грч. γυναικεῖον, од старогрчког γυναικεία: део куће резервисан за жене; буквално „жена или која припада жени, женског рода“) је била зграда или део куће резервисан за углавном жене, женски конак. Слични пандани постоје у културама јужне Азије и исламског света. Гинецеј је пандан андрону или мушким просторијама.
Удата жена из домаћинства често би се придружила неудатим женама и робињама током ноћи, када није била са супругом. Жене су већину дана проводиле у овом делу куће. Ове просторије су биле удаљеније од оних резервисаних за мушкарце и биле су удаљене од улица и јавних површина куће. Када су гости домаћинства били анимирани, жене нису биле присутне, већ су остајале у овом забаченом делу куће.

## Археолошки и текстуални докази
Разбоји и пресе за маслине који се налазе унутар стамбених зона ископавања додатно сугеришу економску улогу жене у кући. Текстуални докази доказују производњу текстила и то да су мушкарци играли у трговини таквим производима, док су жене и њихови робови стварали производе којима се тргује и продају. Ксенофонтови списи изражавају Сократову перцепцију улоге аристократских жена као улоге ткања и управљања робовима у домаћинству, док мушкарци који имају држављанство могу слободно да се крећу у јавној сфери. Друге друштвене норме које се налазе у популаризованој литератури укључују идеју да је белина коже жена доказала њихов статус. Робови и проститутке су имале приступ областима јавне и приватне сфере и често су радиле на отвореном.
Сегрегација полова унутар домаћинства показала се веома важном за одржавање домаћинства које је било економски темељ града-државе, кроз његову производњу тржишних добара. Култура надзора је изгледа била евидентна кроз промене облика домаћинства, до радијалног облика који је омогућавао боље посматрање, и коришћење симпозијума у андрону.